# Meena Keshwar Kamal
Meena Keshwar Kamal (Persa: مینا کشور کمال), mais conhecida como Meena, (Cabul, 27 de fevereiro de 1956 – Quetta, 4 de fevereiro de 1987) foi uma feminista afegã e ativista que trabalhou pelos direitos das mulheres. Fundou a Associação Revolucionária das Mulheres do Afeganistão (RAWA) em 1977, um grupo organizado para promover igualdade e educação para as mulheres.
Em 1979 ela fez campanha contra o que considerou um governo fantoche dos russos que passou a controlar o Afeganistão e organizou encontros em escolas para mobilizar apoio para isso; em 1981, lançou uma revista bilíngue, Payam-e-Zan (Mensagem das Mulheres). Fundou também escolas para ajudar crianças refugiadas e suas mães, oferecendo hospital e aprendizado em atividades manuais.
Ao final de 1982 foi convidada pelo Governo francês; Meena representou a resistência afegã no Partido Socialista do Congresso Francês. A delegação soviética do Congresso, liderada por Boris Ponamaryev, abandonou o local quando os presentes aplaudiram Meena e ela acenou com uma vitória.
Meena foi assassinada em Quetta, Paquistão, em 4 de fevereiro de 1987. Informações variam sobre a morte dela e quem a assassinou, mas acredita-se que tenham sido agentes do KHAD, a polícia secreta afegã, ou do líder fundamentalista do Mujahideen, Gulbuddin Hekmatyar.
Kamal foi casada com o líder Faiz Ahmad, do Afghanistan Liberation Organization, que também foi morto por agentes do Hekmatyar em 12 de novembro de 1986.